# Гленпул (Оклахома)
Гленпул (англ. Glenpool) — місто (англ. city) в США, в окрузі Талса штату Оклахома. Населення — 13 691 особа (2020).

## Географія
Гленпул розташований за координатами 35°56′58″ пн. ш. 96°0′24″ зх. д. / 35.94944° пн. ш. 96.00667° зх. д. (35.949409, -96.006717).  За даними Бюро перепису населення США в 2010 році місто мало площу 26,77 км², з яких 26,77 км² — суходіл та 0,00 км² — водойми. В 2017 році площа становила 28,50 км², з яких 28,50 км² — суходіл та 0,00 км² — водойми.

## Демографія
Згідно з переписом 2010 року, у місті мешкало 10 808 осіб у 3723 домогосподарствах у складі 2927 родин. Густота населення становила 404 особи/км².  Було 3947 помешкань (147/км²).
Расовий склад населення:
| - 72,6 % — білих - 13,2 % — корінних американців - 2,4 % — чорних або афроамериканців - 0,9 % — азіатів - 0,1 % — вихідців з тихоокеанських островів - 2,2 % — осіб інших рас |

До двох чи більше рас належало 8,6 %. Частка іспаномовних становила 5,9 % від усіх жителів.
За віковим діапазоном населення розподілялося таким чином: 30,8 % — особи молодші 18 років, 62,2 % — особи у віці 18—64 років, 7,0 % — особи у віці 65 років та старші. Медіана віку мешканця становила 31,0 року. На 100 осіб жіночої статі у місті припадало 91,6 чоловіків;  на 100 жінок у віці від 18 років та старших — 87,3 чоловіків також старших 18 років.
Середній дохід на одне домашнє господарство  становив 66 539 доларів США (медіана — 59 444), а середній дохід на одну сім'ю — 69 372 долари (медіана — 64 281). Медіана доходів становила 42 378 доларів для чоловіків та 33 883 долари для жінок. За межею бідності перебувало 11,9 % осіб, у тому числі 15,8 % дітей у віці до 18 років та 4,9 % осіб у віці 65 років та старших.
Цивільне працевлаштоване населення становило 5855 осіб. Основні галузі зайнятості: освіта, охорона здоров'я та соціальна допомога — 20,5 %, виробництво — 14,3 %, роздрібна торгівля — 13,8 %.